# بر فراز آسمانها
بر فراز آسمان‌ها فیلمی به کارگردانی و بازیگری محمدعلی فردین محصول سال ۱۳۵۷ است. فیلمبرداری این فیلم در شهر دزفول و پایگاه چهارم شکاری دزفول انجام شده‌است.

## داستان فیلم
خلبان جوانی طی حادثه‌ای با دختر جوانی آشنا می‌شود و قصد دارد با او ازدواج کند، اما در یکی از مأموریت‌ها، قبل از آنکه بتواند ازدواجش را علنی کند، درمی‌گذرد. همسر خلبان به‌ناچار فرزندی را که به دنیا می‌آورَد به خانواده‌ای می‌سپارد و خود به‌طور ناشناس در آن خانه کار می‌کند. پس از سال‌ها، فرزند رشد می‌کند و خود خلبان می‌شود. مادر، دایهٔ دختری می‌شود که مورد علاقهٔ فرزندش هم هست. سپس، طی حوادثی، فرزند به هویت مادرش پی می‌بَرَد و با آن دختر ازدواج می‌کند.

## بازیگران
1. محمدعلی فردین به نقش رامین / شاهین
2. گلی زنگنه به نقش آمنه
3. جمشید مهرداد
4. روشنک صدر به نقش بهار
5. شهناز به نقش همسر بشردوست
6. رضا عبدی به نقش علی بشردوست
7. پرویز جعفری به نقش برادر همسر بشردوست
8. نعمت‌الله گرجی به نقش افسر
9. محسن مهدوی به نقش دکتر رستگار

## تولید
- شهریور ۱۳۵۵: شروع فیلم‌بردای در پایگاه وحدتی دزفول و توقف زودهنگام فیلم‌برداری به دلیل شدت گرمای هوا[۲]
- دی ۱۳۵۶: پایان مراحل فنی فیلم و نمایش خصوصی فیلم[۳]

## آهنگسازی و ترانه
آهنگسازی موسیقی متن فیلم بر فراز آسمان‌ها را واروژان انجام داد؛ ولی ترانهٔ تیتراژ پایانی فیلم، که هم‌نام با فیلم، «بر فراز آسمان‌ها» نام گرفت، ساختهٔ شهرداد روحانی است و ابی ملقب به آقای صدا آن را اجرا کرد. در خرداد ۱۳۹۴ همین ترانه با صدای نیما مسیحا و تنظیم رضا تاج‌بخش بازخوانی و منتشر شد.
واروژان در شهریور ماه سال ۱۳۵۶، در حالی که مشغول ضبط موسیقی این فیلم بود، سکته کرد و بعد از ده روز بستری شدن، درگذشت.